# Football Club Legnano 1919-1920
Questa pagina raccoglie le informazioni riguardanti il Football Club Legnano nelle competizioni ufficiali della stagione 1919-1920.

## Stagione

Un momento della partita Genoa-Legnano del 18 aprile 1920, vinta dai liguri per 5-0

Con la fine della prima guerra mondiale, i campionati federali organizzati dalla F.I.G.C. ripartono. I Lilla disputano la prima stagione ufficiale in Prima Categoria 1919-1920 venendo inseriti nel girone C lombardo dove giungono secondi nel torneo a cinque dietro alla Milanese. Successivamente disputano il girone A delle semifinali nazionali con squadre di grande blasone come Alessandria, Milan, Genoa, Pro Vercelli e Venezia, arrivando quinti e non qualificandosi alle finali nazionali.
Degna di nota è la vittoria, alla terza giornata del girone A delle semifinali nazionali, sulla pluriscudettata Pro Vercelli per 2 a 1. Nonostante questo successo, il quinto posto alle semifinali nazionali delude le aspettative dei tifosi lilla, che iniziano a frequentare in numero sempre minore le partite della propria squadra. Altro evento importante è la convocazione in Nazionale del portiere lilla Angelo Cameroni; Cameroni gioca in Nazionale una sola partita, l'amichevole Italia-Francia del 18 gennaio 1920, che termina 9 a 4 per gli azzurri.

## Divise
| Casa |

## Organigramma societario
Area direttiva
- Presidente: sen. Antonio Bernocchi

Area tecnica
- Allenatori: Primo Colombo e Adamo Bonacina

## Rosa
| N. |                   | Ruolo | Calciatore        |
| -- | ----------------- | ----- | ----------------- |
|    | Italia (bandiera) | C     | Corrado Bullè     |
|    | Italia (bandiera) | P     | Angelo Cameroni   |
|    | Italia (bandiera) | D     | Cecchetti         |
|    | Italia (bandiera) | D     | Renato Clerici    |
|    | Italia (bandiera) | D     | Angelo Colombo    |
|    | Italia (bandiera) | D     | Guglielmo Colombo |
|    | Italia (bandiera) | C     | Mario Crespi      |
|    | Italia (bandiera) | P     | Galloni           |
|    | Italia (bandiera) | A     | Genovese          |

| N. |                     | Ruolo | Calciatore        |
| -- | ------------------- | ----- | ----------------- |
|    | Italia (bandiera)   | C     | Attilio Gerola    |
|    | Italia (bandiera)   | A     | Achille Malaspina |
|    | Svizzera (bandiera) | C     | Felice Martinelli |
|    | Italia (bandiera)   | A     | Motta             |
|    | Italia (bandiera)   | D     | Luigi Pirovano    |
|    | Italia (bandiera)   | A     | Italo Rossi       |
|    | Italia (bandiera)   | D     | Schiatti          |
|    | Italia (bandiera)   | C     | Pierino Sodano    |
|    | Italia (bandiera)   | C     | Vignati II        |

## Risultati

### Sezione lombarda - girone C

#### Girone d'andata
| Arbitro: | Moda (Milano) |

|                                    |           |  |
| Malaspina 10’, 46’ Sodano 77’, 85’ | Marcatori |  |

| Arbitro: | Quirci (Milano) |

|  |           |                                    |
|  | Marcatori | 25’ Sodano 52’ Malaspina 57’ Motta |

| Arbitro: | Barnabò (Milano) |

|                                  |           |                    |
| Motta 4’, 35’, 46’ Malaspina 50’ | Marcatori | 38’ (rig.) Manzini |

| Arbitro: | Barnabò (Milano) |

|                          |           |  |
| Sodano 48’ Malaspina 75’ | Marcatori |  |

| Arbitro: | Cattaneo (Milano) |

|            |           |            |
| Clivio 89’ | Marcatori | 29’ Sodano |

#### Girone di ritorno
| Arbitro: | Quirci (Milano) |

|  |           |                                      |
|  | Marcatori | 15’, 30’ Motta 68’ Crespi 85’ Sodano |

| Arbitro: | Livraghi (Milano) |

|                                  |           |  |
| Motta 6’ Pirovano 30’ Sodano 55’ | Marcatori |  |

| Arbitro: | Mainardi (Cremona) |

|             |           |                                |
| Maggioni ?’ | Marcatori | ?’, ?’ Sodano ?’, ?’ Malaspina |

| Arbitro: | Moda (Milano) |

|                                     |           |               |
| Carugati p.t.’, s.t.’ Orlandi s.t.’ | Marcatori | p.t.’ Pairani |

| Arbitro: | Barnabò (Milano) |

|  |           |               |
|  | Marcatori | 63’ Crocco II |

### Semifinali nazionali (girone A)

#### Girone d'andata
| Arbitro: | Varisco (Milano) |

|                |           |                             |
| Martinelli 80’ | Marcatori | 17’ Baloncieri 50’ Papa III |

| Arbitro: | A.Gama (Milano) |

|                               |           |               |
| Morandi 50’ Ferrario 53’, 72’ | Marcatori | 75’ Malaspina |

| Arbitro: | Crivelli (Milano) |

|  |           |            |
|  | Marcatori | 49’ Brezzi |

| Arbitro: | Barnabò (Milano) |

|                                          |           |                |
| Pirovano 62’ (rig.) Malaspina 83’ (rig.) | Marcatori | 19’ Rampini II |

| Venezia 29 febbraio 1920 5ª giornata | Venezia          | 0 – 0 | Legnano | Stadio Pierluigi Penzo\| Arbitro: \| Storer (Venezia) \| |
| Arbitro:                             | Storer (Venezia) |       |         |                                                          |

#### Girone di ritorno
| Arbitro: | Mauro (Milano) |

|                         |           |  |
| P. Bay 76’ G. Capra 82’ | Marcatori |  |

| Arbitro: | Tradico (Milano) |

|            |           |                 |
| Crespi 63’ | Marcatori | 62’ A. Scarioni |

| Arbitro: | Bellandi (Milano) |

|                                                             |           |  |
| Bullè 37’ (aut.) G. Bergamino 44’ Brezzi 48’ Sardi 67’, 69’ | Marcatori |  |

| Arbitro: | Grossi di (Milano) |

|                            |           |                |
| Milano III 25’ Borello 44’ | Marcatori | 60’ Vignati II |

| Arbitro: | Venegoni (Legnano) |

|           |           |              |
| Bullè 22’ | Marcatori | 70’ Angelini |

## Statistiche

### Statistiche di squadra
| Competizione                               | Punti | Totale | Totale | Totale | Totale | Totale | Totale | DR  |
| Competizione                               | Punti | G      | V      | N      | P      | Gf     | Gs     | DR  |
| ------------------------------------------ | ----- | ------ | ------ | ------ | ------ | ------ | ------ | --- |
| Prima Categoria (girone di qualificazione) | 15    | 10     | 7      | 1      | 2      | 26     | 7      | +19 |
| Prima Categoria (semifinali nazionali)     | 5     | 10     | 1      | 3      | 6      | 7      | 18     | -9  |

### Statistiche dei giocatori
| Giocatore     | Prima Categoria | Prima Categoria |
| Giocatore     | Presenze        | Reti            |
| ------------- | --------------- | --------------- |
| C. Bullè      | 19              | 1               |
| A. Cameroni   | 19              | 0               |
| Cecchetti     | 1               | 0               |
| R. Clerici    | 5               | 0               |
| Colombo II    | 18              | 0               |
| Colombo III   | 3               | 0               |
| M. Crespi     | 19              | 2               |
| Galloni       | 1               | 0               |
| Genovese      | 16              | 0               |
| A. Gerola     | 18              | 0               |
| A. Malaspina  | 18              | 10              |
| F. Martinelli | 2               | 0               |
| Motta         | 12              | 7               |
| L. Pirovano   | 18              | 2               |
| I. Rossi      | 16              | 0               |
| Schiatti      | 2               | 0               |
| P. Sodano     | 17              | 9               |
| Vignati II    | 7               | 1               |